# 인경고등학교
인경고등학교는 경기도 용인시 포곡읍 삼계리 46에 있었던 산업체 부설 고등학교이다.

## 연혁
- 1980년 3월 13일 : 경방용인부설중학교로 개교
- 1985년 3월 1일 : 경방용인부설고등학교로 변경
- 1989년 3월 3일 : 인경여자고등학교로 교명 변경
- 1994년 3월 1일 : 남녀공학 전환으로 인해 인경고등학교로 교명 변경
- 2004년 2월 29일 : 폐교 (제 19회 졸업)